# Cyprinella ornata
Cyprinella ornata es una especie de peces de la familia Cyprinidae.

## Hábitat
Es un pez de agua dulce.

## Distribución geográfica
Se encuentran en México.